# Girih-Kacheln

Die fünf Formen der Girih-Kacheln

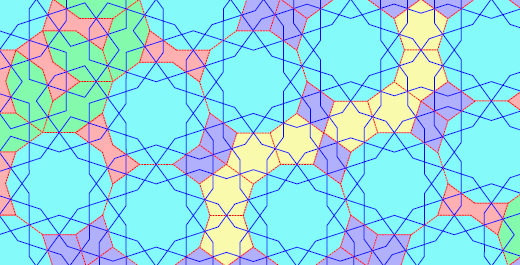
Beispielmuster aus Girih-Kacheln

Mit Girih-Fliesen (persisch گره Girih/Gereh) bezeichnet man einen Satz von 5 Fliesen, die zur Dekoration von Gebäuden im islamischen Kulturkreis verwendet wurden. Sie sind ab ca. 1200 bekannt und erfuhren in der Legetechnik speziell ab dem Darb-e-Imam-Schrein aus Isfahan im Iran aus dem Jahr 1453 einen erkennbaren Fortschritt in Bezug auf die realisierte Umsetzung der Selbstähnlichkeit, wie sie auch bei Fraktalen zu finden ist.
Die Bedeutung des Fliesensatzes stieg in jüngerer Zeit, nachdem der Doktorand Peter Lu über die an Bauwerken erhaltenen Muster eine mögliche Vorwegnahme der Erkenntnisse der Penrose-Parkettierung (Vorstellung im Jahr 1974, Vorläufer ab ca. 1964) um rund 500 bzw. 800 Jahre ins Feld führte.
Die 5 Fliesenormen sind:
- das Zehneck (regulär, Winkel jeweils 144°),
- das Fünfeck (regulär, Winkel jeweils 108°),
- das Sechseck (irregulär und konvex mit Winkeln von 72° und 144°),
- der Rhombus (Winkel von jeweils 72° und 108°)
- und eine Fliege (irreguläres Sechseck mit Winkeln von jeweils 72° und 216°).

Die Bemusterung der Elemente ist so gestaltet, dass diese weitgehend beliebig anreihbar sind und ihre Winkel zueinander harmonieren. Beim Legen eines Musters ergeben sich in der Kombination dann Figuren wie Sterne, Vielecke und Ähnliches. Durch Adaption der initialen Linienmuster sind auch Kreisbogen- und blumenähnliche Flächendesigns möglich.